# Manifestationsindex
Der Manifestationsindex (lat. manifestus ‚offenbar‘ und index ‚Anzeiger‘) gibt anhand einer Maßzahl an, mit welcher Wahrscheinlichkeit eine mit einem Erreger infizierte Person (oder im weiteren Sinne: ein Lebewesen) manifest, also erkennbar erkrankt. Der Manifestationsindexes gibt den Prozentsatz derjenigen an, die Symptome einer bestimmten Infektionskrankheit zeigen. Der Manifestationsindex liegt praktisch immer unter 100 %, da nicht jeder Infizierte Symptome nach der Infektion mit einem Pathogen (Krankheitserreger) entwickelt, sondern die Erkrankung klinisch inapparent („nicht in Erscheinung tretend“), das heißt asymptomatisch („ohne Symptome“) verläuft.
Je kleiner der Manifestationsindex, umso mehr Infektionen verlaufen klinisch stumm. Bei Infektionskrankheiten wird in diesem Fall auch von einer stillen Feiung gesprochen, wenn der Organismus dazu in der Lage war, auch einen ausreichenden Immunschutz zu bilden. Sofern diese natürlich erworbene Immunität in späterer Folge nicht wieder verloren geht, ist der Organismus somit vor einer Erkrankung geschützt. Das Prinzip der stillen Feiung wird im Übrigen auch bei der Schutzimpfung angewendet.

## Beispiele
Der Manifestationsindex beträgt für
- Masern fast 100 %[4]
- Legionella pneumophila 95 %.[2]
- COVID-19 55–85 %[5]
- Hepatitis A 50 %[2]
- Poliomyelitis (Kinderlähmung) 1–5 %.[6]